# Macaranga magna
Macaranga magna är en törelväxtart som beskrevs av William Bertram Turrill. Macaranga magna ingår i släktet Macaranga och familjen törelväxter. Inga underarter finns listade i Catalogue of Life.